# High Speed (film 1924)
High Speed è un film muto del 1924 diretto da Herbert Blaché. La sceneggiatura di Helen Broderick si basa sull'omonimo racconto di Fred Jackson pubblicato su Argosy Magazine il 1º giugno 1918. Prodotto e distribuito dalla Universal Picture, il film aveva come interpreti Herbert Rawlinson e Carmelita Geraghty, che quello stesso anno fu tra le vincitrici del concorso WAMPAS Baby Stars.

## Trama
L'affascinante atleta Hi Moreland cerca di conquistare la mano di Marjory, la bella figlia del presidente della banca locale. Ma il vecchio Holbrock favorisce invece Dick Farrell, un altro pretendente della ragazza, un tipo insipido ma ricco. Dopo essere riuscito a sventare i piani per metterlo fuori gioco, Moreland porterà all'altare Marjory.

## Produzione
Il film fu prodotto dalla Universal Pictures.

## Distribuzione
Il copyright del film, richiesto dalla Universal, fu registrato il 1º maggio 1924 con il numero LP20141. Distribuito dalla Universal Pictures, il film uscì nelle sale statunitensi il 26 maggio 1924 dopo essere stato presentato a New York in prima il 20 maggio.
Non si conoscono copie ancora esistenti della pellicola che viene considerata presumibilmente perduta.